# L'uomo ucciso due volte (film 1936)
L'uomo ucciso due volte (The Case of the Velvet Claws) è un film del 1936, diretto da William Clemens.
Tratto da Erle Stanley Gardner, il libro, pubblicato nel 1933 con il titolo italiano Perry Mason e le zampe di velluto, è il debutto della figura dell'avvocato Perry Mason sulla scena del romanzo poliziesco.
Nel film, il protagonista è interpretato da William Wellman, che impersonò per quattro volte Perry Mason sullo schermo. La prima, nel 1934, in Il lupo scomparso, diretto da Alan Crosland. Claire Dodd impersona la segretaria Della Street per la seconda volta, dopo The Case of the Curious Bride del 1935.

## Trama
Il celebre avvocato Perry Mason convola a giuste nozze con la segretaria Della Street. Ma la luna di miele si interrompe bruscamente quando a Mason viene richiesto di patrocinare la difesa di una donna accusata di omicidio.

## Produzione
Il film, con la supervisione di Bryan Foy, fu prodotto dalla First National Pictures  (controllata dalla Warner Bros. Pictures Inc.)

## Distribuzione
Distribuito dalla Warner Bros. Pictures, il film uscì nelle sale cinematografiche USA il 15 agosto 1936 con il titolo originale di The Case of the Velvet Claws.